# Robin Hood (Macfarren)
Pour les articles homonymes, voir Robin Hood et Robin des Bois (homonymie).
Robin Hood (Robin des Bois) est un opéra anglais en trois actes, sur une musique de George Alexander Macfarren et livret de John Oxenford. 
Il a été d'abord joué au Her Majesty's Theatre de Londres, le 11 octobre 1860.

## Argument

### Premier acte

#### La rue principale de Nottingham
Dans la rue animée, les armateurs travaillent dans leur forge avec des femmes qui filent le fil pendant qu'elles flirtent entre Allan et Alice. Robin Hood apparaît tôt, déguisé en Locksley, et rencontre Marian, la fille du shérif. Leur conversation intime est entendue par le shérif qui acceptera Locksley comme gendre s'il démontre son talent à la foire de demain. Le shérif émet une proclamation, offrant une récompense pour avoir capturé Robin Hood, ignorant qu'il est présent en tant que gardien, Locksley. L'huissier d'église entre pour demander au shérif une protection à travers la forêt tout en transportant les quotas collectés par les agriculteurs jusqu'à l'abbaye. Incapable de payer les taxes, Allan est condamné aux stocks par le shérif malgré les protestations des citoyens. Locksley s'avance pour payer les cotisations d'Allan pour sa libération. Au coucher du soleil, l'huissier d'église et le shérif partent pour le château. Locksley et Marian déclarent leur affection avant de partir.

### Deuxième acte

#### Première scène: l'arbre qu'il essaie à le bois vert
Au fond de la forêt de Sherwood, près de l'arbre qui essaie au clair de lune, les hommes Merrie se détendent après leurs efforts, avec un gros cerf rôti. Robin semble raconter à Little John le voyage tant attendu de l'huissier d'église à travers la forêt. Ils s'apprêtent à le piéger: les hors-la-loi se cachent tandis que Robin, John et Much, le fils du meunier, se déguisent en bergers et s'occupent du feu. Le Sompnour apparaît et dit à ses gardes d'arrêter les bergers pour avoir volé la venaison du roi. Avec humilité, ils demandent miséricorde. Lorsque cela est sévèrement rejeté, Robin enlève le déguisement et souffle sa corne. Les hommes du shérif s'enfuient, permettant la capture du l'huissier d'église. Il propose beaucoup d'être pendu, mais Robin miséricordieux invite l'huissier d'église à dîner. Pourtant, il doit payer généreusement pour cela.Pour échapper à la pendaison, il doit danser pour le plaisir des hors-la-loi.

#### Deuxième scène: la pergola de Marian
Marian regarde le lever du soleil, suppliant le ciel d'aider le tyran de son amant et d'obtenir l'approbation de son père. Le shérif apparaît et l'encourage. Beaucoup révèle au shérif que Robin Hood sera à la foire et demandera la récompense, mais le Sompnour le reconnaît de la forêt et est emmené. Avec l'apparition d'un frère, le Sompnour promet de retrouver Robin et d'obtenir lui-même la récompense. Le shérif y consent.

#### Troisième scène: la foire à l'extérieur de Nottingham
On découvre une scène de sport, de danse et de jeux. Robin, en tant que Locksley, reconnaît le Sompnour et dit à Allan de se débarrasser de lui. Après une danse, Allan a les yeux bandés du Sompnour pour jouer Hoodman Blind. Le jeu de tir à l'arc commence et Locksley démontre son talent, lui permettant de réclamer la main de Marian. Le Sompnour revient, reconnaît Locksley et le dénonce comme le célèbre Robin des Bois. Au milieu du tumulte, Robin est capturé par les hommes du shérif et emmené.

### Troisième acte

#### Première scène: Le jardin du château
Allan et Alice se plaignent de l'exécution de Robin, qui aura lieu le lendemain. Alice informe le shérif que Marian s'est échappée de son appartement. Le Sompnour arrive pour réclamer sa récompense, mais on lui dit d'abord d'aller voir le roi pour un mandat d'exécution de Robin Hood.

#### Deuxième scène: Le bois vert à midi
Marian apparaît, habillée en garçon, pour dire aux hors-la-loi que Robin doit être exécuté. Cela les conduit au château.

#### Troisième scène: la cellule de la prison
Isolé, un Robin contrarié attend son sort. Puis elle entend Marian avec ses hommes Merrie chanter dehors. Cela renouvelle ses espoirs.

#### Quatrième scène: La cour du château
Robin est amené au château et a le temps de confesser ses péchés. Avec son bras libéré, il souffle alors sa corne pour signaler à ses fidèles disciples. Ils semblent conduits par Marian pour le libérer mais sont dépassés. Cependant, le document qui est présumé être l'arrêt de mort est en fait un pardon, car il est entendu qu'ils entrent au service du roi. Le shérif accepte à nouveau l'union de Robin et Marian, pour qui il y a une joie générale.